# 茶园路街道
茶园路街道是中华人民共和国贵州省貴陽市云岩区下辖的一个街道办事处。

## 行政区划
茶园路街道下辖以下村级行政区划单位：
普天社区、野鸭社区、安居社区、茶园村。